# Arctia dentata
Arctia dentata är en fjärilsart som beskrevs av Statt. 1934. Arctia dentata ingår i släktet Arctia och familjen björnspinnare. Inga underarter finns listade i Catalogue of Life.